# Arruda dos Pisões
Arruda dos Pisões ist ein Ort und eine ehemalige Gemeinde (Freguesia) im portugiesischen Kreis Rio Maior. Die Gemeinde hatte 404 Einwohner (Stand 30. Juni 2011).
Am 29. September 2013 wurden die Gemeinden Arruda dos Pisões und Outeiro da Cortiçada zur neuen Gemeinde União das Freguesias de Outeiro da Cortiçada e Arruda dos Pisões zusammengeschlossen.